# رانسيو فالكوفيا
رانسيو فالكوفيا هي بلدية في مقاطعة فاريزي في المنطقة الايطالية لومبارديا ، وتقع على بعد حوالي 60 كيلو متر(37 ميلا) شمال غرب ميلانو حوالي 11 كيلو مترا (7 ميل ) شمال غرب فاريزي.
تقع رانسيو فالكوفيا على حدود البلديات التالية: بيديرو فالكوفيا، برينزيون كاسانو فالكوفيا، كاستيلو كابياغليو، كوفيغليو، فيريرا دي فاريزي، ماسياغو بريمو.